# Lady Bright
Lady Bright es una superheroína y hechicera ficticia que aparece en los cómics estadounidenses publicados por Marvel Comics.

## Historial de publicación
El personaje fue creado por Jed MacKay y Joey Vazquez y tuvo su primera aparición en Black Cat Annual Vol 2 #1 (junio de 2021).

## Biografía ficticia
En su primera aparición, Lady Bright fue vista como un miembro recurrente de la División Tigre, un equipo de superhéroes nacionales bajo órdenes del gobierno de Corea del Sur, siendo además la única hechicera del equipo.
Junto con el resto de su equipo fue enviada por White Fox para rescatar a Taekugi (conocido como el Hyperion coreano) y evitar que este, bajo control mental de una banda de gángsters, destruyera la ciudad de Seúl. Bright se mostró reticente a que Gata Negra formase parte del equipo.
En una misión de rescate fallida, ella y el resto del equipo fueron atacados por Taekugi, quién en realidad estaba bajo control mental del villano Mongdal. Bright y el resto del equipo fueron derrotados, pero White Fox y Gata Negra consiguieron que este cediera el control mental sobre Taekugi, haciendo que este recuperara la conciencia y evitando así que asesinase a Bright y el resto de la División Tigre.
Durante los eventos de La muerte de Doctor Strange fue vista combatiendo a monstruos interdimensionales en la ciudad de Seúl.
Posteriormente Lady Bright ayudó a White Fox en su investigación sobre una serie de asesinatos a seres sobrenaturales en Seúl, ayudándola a detener a un samjokgu.

### División Tigre
Al inicio de la serie de cómic Tiger Division Lady Bright participó en un rescate a población civil en el incendio de un lorry, en las costas de Corea del Sur. Posteriormente sirvió brevemente como líder del equipo en sustitución de Taekugi. Ella y el resto de miembros se encontraban en búsqueda de un ladrón de armas experimentales, pero al llegar al lugar hasta el que les llevó una pista fueron sorprendidos por una emboscada.